# Públio Valério Falto
Públio Valério Falto (em latim: Publius Valerius Falto) foi um político da gente Valéria da República Romana eleito cônsul em 238 a.C. com Tibério Semprônio Graco. Quinto Valério Falto, cônsul no ano anterior, era seu irmão.

## Consulado (238 a.C.)
Falto foi eleito cônsul em 238 a.C. com Tibério Semprônio Graco. Durante seu mandato, os gauleses boios, depois quase meio século de paz com a República Romana, reiniciaram uma guerra ao se aliar às demais tribos gaulesas do vale Padana e com os ligúrios. Falto recebeu o comando de uma legião com ordens de enfrentar o inimigo, mas foi derrotado logo na primeira grande batalha, com pesadas perdas.
Depois de receber as notícias da derrota, o Senado decidiu enviar uma tropa de socorro sob o comando do pretor Marco Genúcio Cipo (em latim: Marcus Genucio Cipus). Ofendido por considerar este ato uma intromissão em seu comando, Falto decidiu atacar os boios antes da chegada dos reforços e, desta vez, saiu vitorioso. Porém, quando voltou para Roma, não conseguiu realizar um triunfo por ter atacado com um exército incompleto mesmo já tendo sido derrotado e sabendo que chegariam reforços.